# Derek Jacobi
Derek George Jacobi, CBE (Londres, 22 de outubro de 1938) é um ator inglês de cinema, teatro e televisão.

## Biografia
Derek Jacobi, filho único, nasceu na zona de Leytonstone em Londres. O seu pai, Alfred George Jacobi, era dono de uma loja de doces e de tabaco em Chingford e a sua mãe, Daisy Gertrude, era secretária e trabalhava numa loja de tecidos em Leyton High Road. O seu bisavô era um imigrante alemão que se mudou para Inglaterra no século XIX. Jacobi frequentou a escola secundária pública de Leyton onde se juntou ao grupo de teatro.
Enquanto ainda estudava em Leyton, Derek protagonizou uma produção de Hamlet que foi apresentada posteriormente no Fringe Festival de Edimburgo, onde foi muito bem recebida. Aos 18 anos conseguiu uma bolsa de estudos para a Universidade de Cambridge onde estudou História na St. John's College. Um dos seus contemporâneos em Cambridge foi o também ator Ian McKellen (que tinha uma paixoneta por ele - "uma paixão que não foi declarada nem correspondida" de acordo com Ian). Enquanto estudante em Cambridge, Jacobi participou em várias peças do grupo de teatro, incluíndo Hamlet, que foi em digressão para a Suíça. O seu desempenho na peça Edward II valeu-lhe um convite para o grupo de repertório de Birmingham. Jacobi juntou-se ao grupo logo depois de terminar o curso em 1960. 
Sir Derek Jacobi é homossexual. Em março de 2006, quatro meses depois de as uniões civis homossexuais terem sido legalizadas no Reino Unido, Jacobi registou a sua com Richard Clifford.

## Carreira
Com uma "presença em palco forte e dominante", Sir Derek Jacobi tem uma carreira de sucesso no teatro com papéis em peças como Hamlet Uncle Vanya, e Oedipus the King. Recebeu dois prémios Olivier, o primeiro pelo seu papel principal em Cyrano de Bergerac em 1983 e o segundo pelo seu papel de Malvollo em Twelfth Night em 2009. Jacobi também recebeu um prémio Tony pelo seu desempenho na peça Much Ado About Nothing em 1984 e um Emmy em 1988 por The Tenth Man.
Para além dos prémios, Sir Derek Jacobi foi um dos membros fundadores do National Theatre.
Jacobi também teve um carreira de sucesso na televisão. O seu papel na série I, Claudius de 1976, valeu-lhe um prémio BAFTA. Participou ainda em séries de sucesso como Cadfael (1994-1998), The Gathering Storm (2002), "Doctor Who" (2007), Last Tango in Halifax (2012-presente) e Vicious (2013-presente).
No cinema é sobretudo conhecido por papéis secundários em filmes como The Day of the Jackal (1973), Henry V (1989),Dead Again (1991), Gladiator (2000), Gosford Park (2001), The King's Speech (2010), My Week with Marilyn (2011) e Cinderela (2015).